# Поэтическая премия Хорста Бинека
Поэтическая премия Хорста Бинека — международная литературная премия, с 1991 года присуждаемая Баварской академией изящных искусств в честь поэта Хорста Бинека.
Вручение премии по итогам года происходит в декабре. Денежный эквивалент главной премии — 10 000 евро, поощрительной — 2 500 евро. В 2005—2009 премия вручалась раз в два года.

## Лауреаты
- 1991: Джон Эшбери, поощрительная премия — литературный журнал Neue Sirene
- 1992: Томас Транстрёмер, поощрительная премия — Манфред Петер Хайн
- 1993: Роберт Крили, Вальтер Хёллерер
- 1994: Шеймас Хини
- 1995: Йоханнес Кюн, поощрительная премия — издательство Heiderhoff
- 1996: Р. С. Томас, поощрительная премия — Кевин Перримен
- 1997: Оскар Пастиор, поощрительная премия — Тони Понграц
- 1998: Ингер Кристенсен, поощрительная премия — Марсель Байер
- 1999: Вульф Кирстен, поощрительная премия — Аманда Айзпуриете
- 2000: Филипп Жакоте, поощрительная премия Стеван Тонтич
- 2001: Майкл Хамбургер
- 2002: Адам Загаевский, поощрительная премия — Урс Энгелер
- 2003: Чарльз Симик, поощрительная премия — Бернхард Алберс
- 2004: премия не присуждалась
- 2005: Альфред Коллерич, поощрительная премия — Аня Утлер
- 2007: Ив Бонфуа, Фридхельм Кемп; поощрительная премия — директор издательства Kookbooks Даниэла Зеель
- 2009: Дагмар Ник; премия учреждению культуры — Lyrik Kabinett
- 2010: Фридерика Майрёккер
- 2012: Элизабет Борхерс
- 2014: Джеффри Хилл, поощрительные премии — Тадеуш Домбровский и Даниэль Питрек